# Hauszmann Alajos

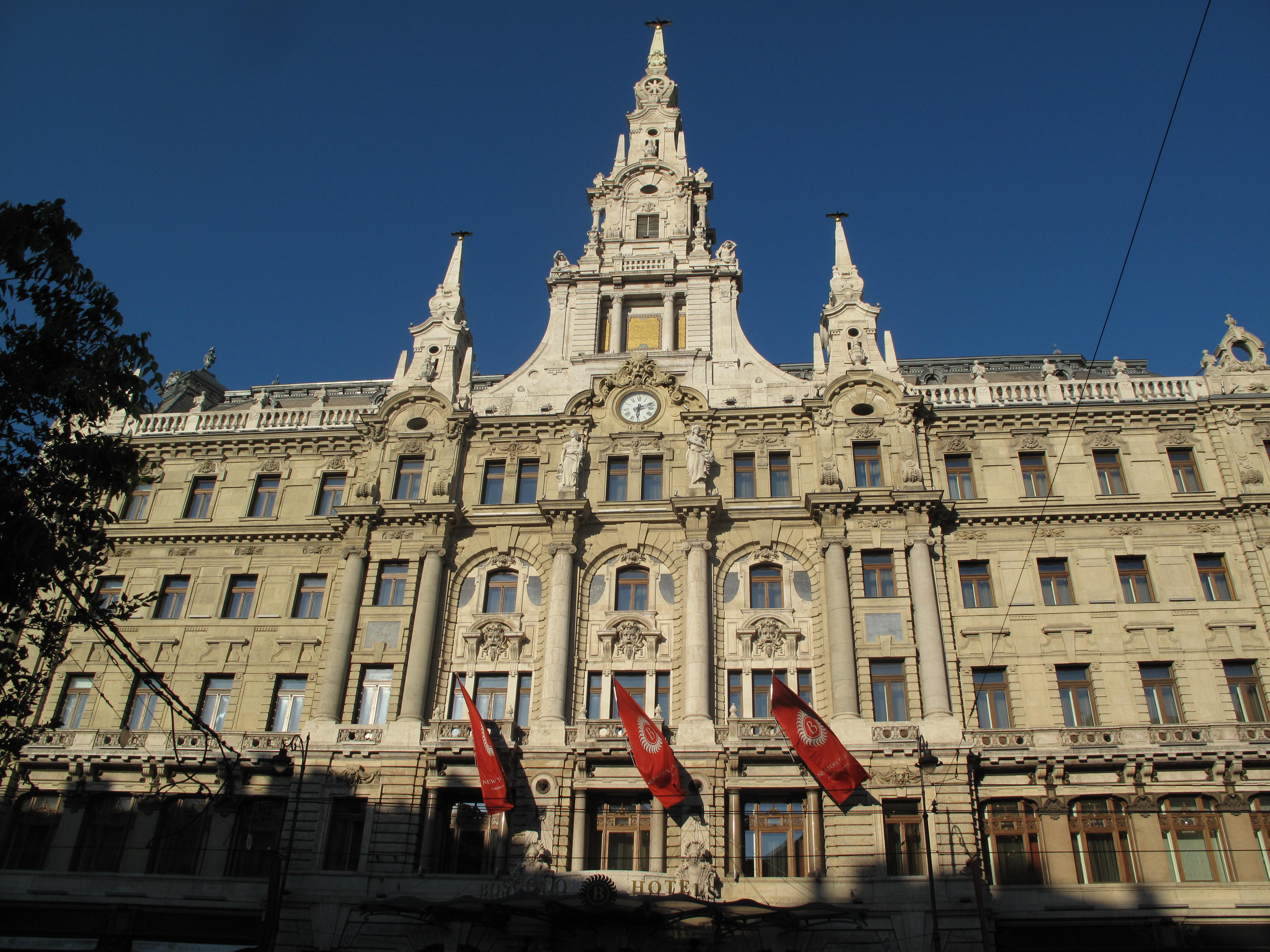
A New York-palota homlokzatának részlete

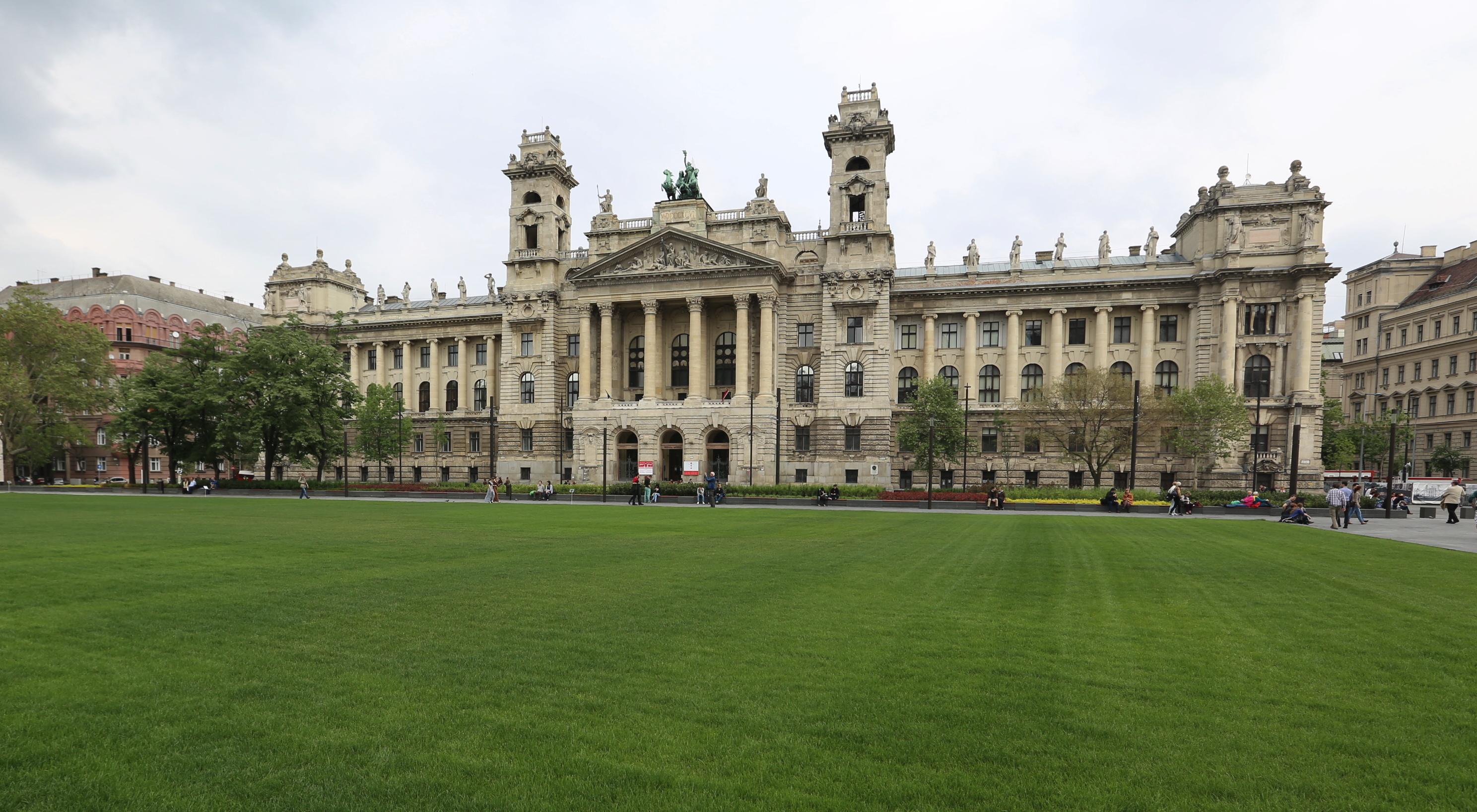
Néprajzi Múzeum (Budapest) főhomlokzata

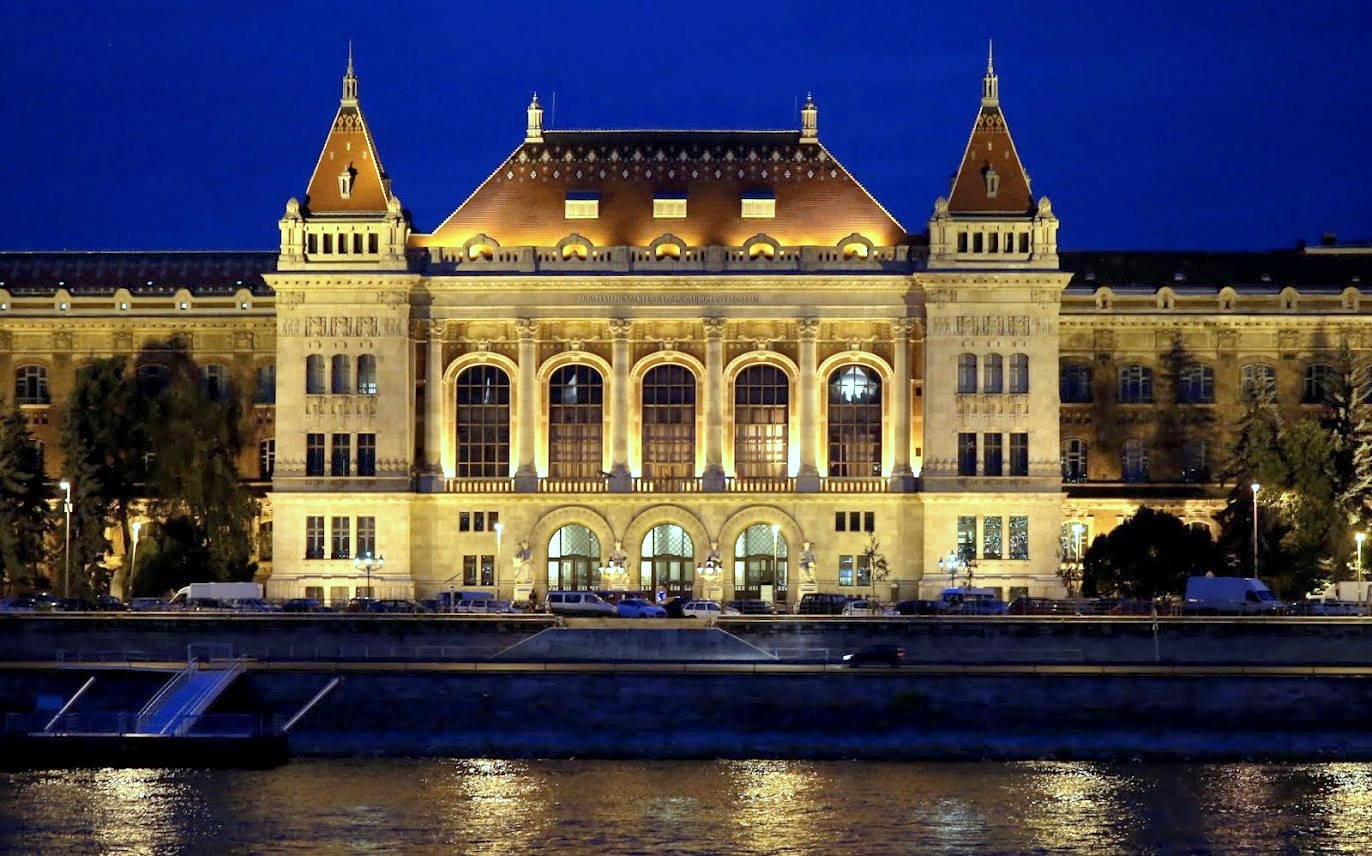
Műegyetem Központi Épülete

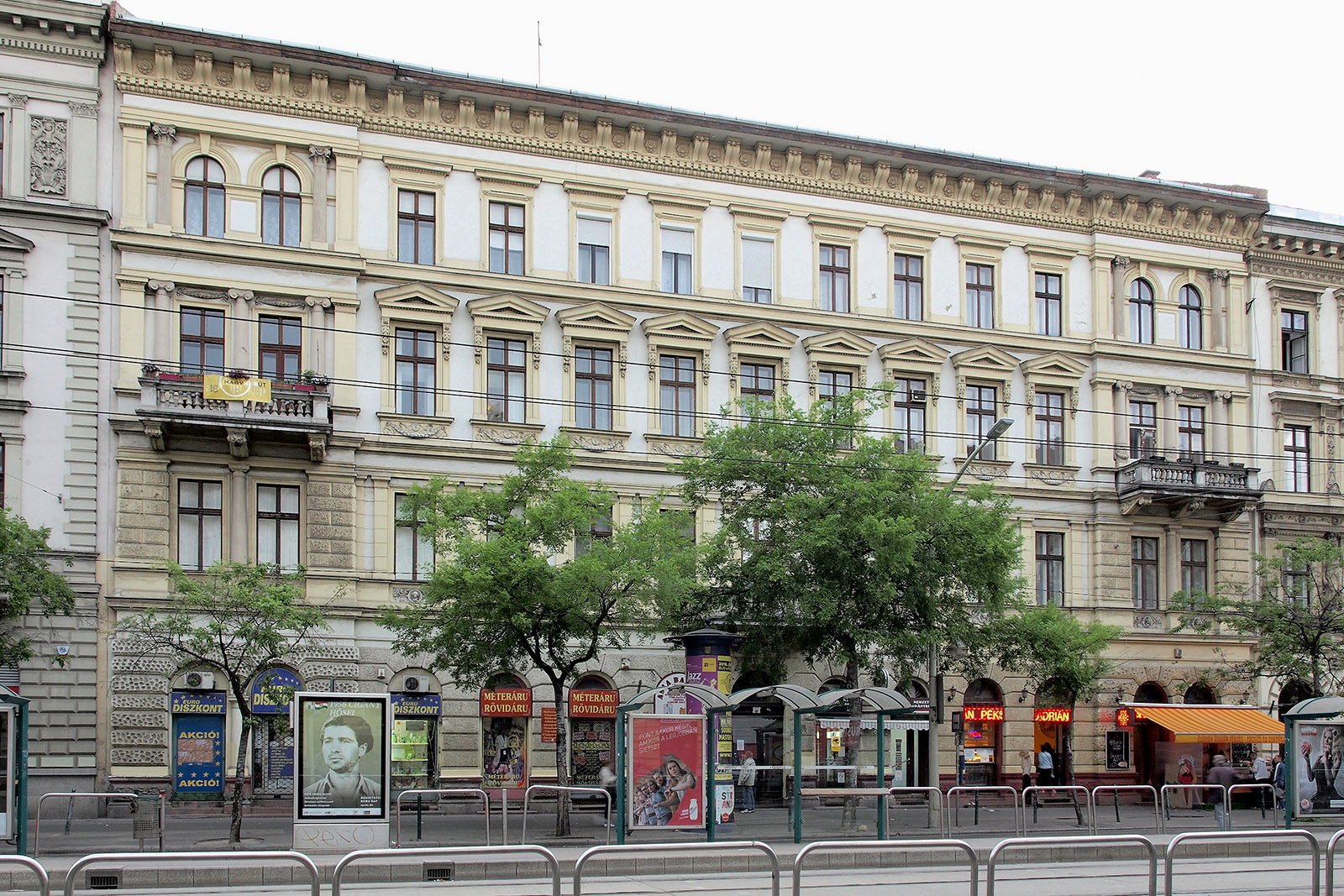
Budapest VIII. kerület, József körút 48. (lakóház)

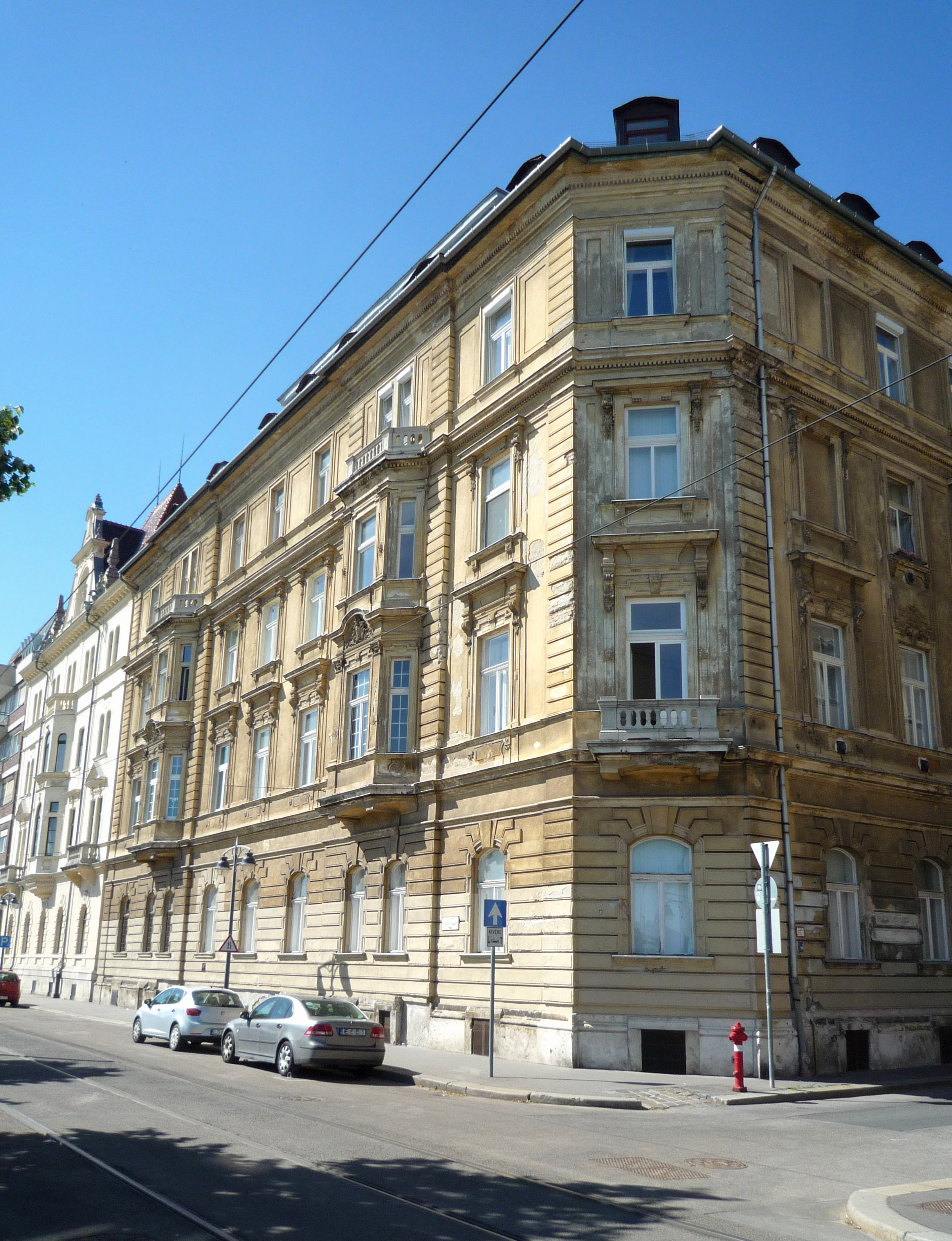
Döbrentei utca 8, sarokház a Duna part felől, 2017-ben

Velencei Hauszmann Alajos (Buda, 1847. június 9. – Velence, 1926. július 31.) magyar építész, egyetemi tanár, a Magyar Tudományos Akadémia tagja.

## Jelentősége
A historizmus egyik legtevékenyebb és legjellegzetesebb képviselője a magyar építészetben. Korai műveiben a neoreneszánsz, később a neobarokk stílusjegyeit alkalmazta, amelyeket később szecessziós elemekkel ötvözött.
Budapest számos monumentális és kort jellemző építményének tervezője. Számos budapesti középület, magánház és villa az ő tervei szerint készült.
Ybl Miklós halála után őt hívták meg a Budavári Palota átépítésének vezetésére. Érdekes annak sziluett befejezése, továbbá a Kir. Kúria nagyszabású palotája, a New York-palota, a Szt. István- és Erzsébet-kórházak stb.
Működése kiterjedt a vidékre is (Fiume: kormányzósági palota, Szombathely: városháza és színház, sok kastély).
Tanári munkásságán keresztül jelentős hatást gyakorolt a 19-20. századforduló magyar építészeire.

## Élete
Bajor ősöktől származó családban született, Hauszmann Ferenc és Maár Anna (1819–1905) második gyermekeként. Testvérei Hermina (1845–1929), Ferenc (1850–1918) és Kornélia (1854–1937). 1861-től festészetet tanult, majd „kőmívestanulónak” állt. 1864-ben befejezte reáliskoláit, és beiratkozott a budapesti Műegyetemre. 1866-tól a berlini Bauakademie-n folytatott építészeti tanulmányokat Lechner Ödönnel és Pártos Gyulával együtt.
1868-ban a Műegyetem tanársegéde Szkalnitzky Antal tanár tanszékén, 1872-ben rendes tanára lett. Mint műegyetemi tanár 42 éven keresztül működött, idővel viselt dékáni, és rektori tisztséget is. 1869–70-ben olaszországi tanulmányútján a reneszánsz művészetet tanulmányozta, majd hazatérve a Vöröskereszt Egyletnek barakkokat épített, amelyek Hauszmann-barakk néven Ausztriában és Svájcban is ismertekké váltak. 1891-ben a királyi vár építésvezetőjévé nevezték ki, majd 1906-ban megkapta a Ferenc József-rend nagykeresztjét.
1912-es nyugalomba vonulását követően 1913-ban alapítványt rendelt a Műegyetemen végzett fiatal építészek számára, majd 1914-ben hosszabb utazást tett Egyiptomba és a Szentföldre. 1918-ban IV. Károly királytól nemesi címet kapott. A magyarországi Tanácsköztársaság idején lefoglalták a házát. 1924-ben a Magyar Tudományos Akadémia tiszteleti tagjává választották. Munkásságát a Pro Litteris et Artibus érdemjelével, a Vaskorona-rend III. osztályával tüntették ki, s megkapta a belga Lipót-rend kitüntetést is. Szombathely város díszpolgára, a Műegyetem tiszteletbeli doktora.
Felesége a még Berlinben megismert Mariette Senior volt, akivel 1874-ben házasodtak össze. Lánya, Hauszmann Gizella 1899-ben Hültl Dezső építészhez ment feleségül.
1918. március 10-én IV. Károly magyar király nemességet és a „velencei” nemesi előnevet adományozta neki.
1926. július 31-én hunyt el, Velencén. Testét a budapesti Fiumei úti sírkertben helyezték nyugalomra (10/1-1-4). Síremléke Hültl Dezső építész és Vass Viktor szobrász alkotása.

## Emlékezete
- Munkásságáért 2011 szeptemberében posztumusz Magyar Örökség díjat kapott.[8]
- 2024 óta nevét viseli az 552727 Hauszmann kisbolygó(wd).[9]

## Művei

### Tervek, alkotások
- 1870. Budapest, Német Színház (1890-ben leégett)
- 1870. Budapest, Erzsébet téri kioszk (elpusztult)
- 1871–72. Budapest, Tüköry-palota (elpusztult)
- 1872–73. Budapest, Mendl István József körúti bérháza[10]
- 1873–74. Budapest, Mendl István Akácfa utcai lakóháza[11]
- 1874–75. Budapest, Coburg-palota (elpusztult)
- 1876. Gyoma, Jézus szíve-templom
- 1876–1878. Székesfehérvár, Kégl-kastély
- 1877–78. Szombathely, Városháza és színház (elpusztult)
- 1878. Balatonfüred, Stefánia Yacht Club
- 1878–1879. Budapest, Kégl-palota
- 1878–1880. Budapest, Szent István kórház
- 1881. Herény, Gothárd-kastély átépítése
- 1881–1883. Szombathely, Osztrák-Magyar Bank
- 1882. Budapest, Országház (I. díjas terv volt, nem épült meg)
- 1882–1884. Budapest, Vöröskereszt Egylet Erzsébet Kórháza
- 1883–1884. Budapest, Tanítóképző
- 1883–1884. Budapest, Pesti Főreáliskola[12]
- 1884. Budapest, Budapesti Tanárképző Intézet
- 1884. Budapest, Skót Apátság (elpusztult)
- 1884–1885. Nádasdladány, Nádasdy-kastély átalakítása és kápolnája
- 1884–85. Budapest, Batthyány-palota
- 1884–1886. Sopron, Leánylíceum
- 1884–1889. Kolozsvár, Egyetemi Bonctani Intézet
- 1886. Kolozsvár, Tudományegyetem Közegészségügyi Intézet
- 1886. Budapest, Állami Tanító és Nőnevelő Intézet
- 1886–1887. Budapest, Törvényszéki Orvostani Intézet
- 1887–89. Budapest, Északkeleti Vasúttársaság bérháza, ma Hunyadi János út 3. szám alatti ház
- 1887–89. Budapest, Állami Felső Ipariskola
- 1888–1890. Budapest, Budapesti Törvényszéki palota és fegyház
- 1889–90. Budapest, Üzletház
- 1890. Rátót, Széll Kálmán kastélya
- 1890–1894. Nyitra, Megyei Kórház
- 1891–1905. Budapest, Budavári Palota
- 1891. Budapest, Hauszmann-ház
- 1890–94. Budapest, New York-palota
- 1893. Kolozsvár, Közkórház
- 1893–1896. Budapest, Magyar Királyi Igazságügyi Palota (Királyi Kúria)
- 1893–1897. Fiume, Kormányzói palota
- 1896–97. Semmelweis Egyetem Tűzoltó Utcai II. Sz. Gyermekgyógyászati Klinika
- 1896. Budapest, Kegl György leányainak bérpalotája (Döbrentei u. 8.)
- 1901. Budapest, Lovarda a várban[13] – 1945-ben elpusztult, 2016–2020 között újjáépítve
- 1902–1909. Budapest, Magyar Királyi József Műegyetem, Központi épület
- 1903. Budapest, Főőrség a várban[13] – 1945-ben elpusztult, 2016–2020 között újjáépítve
- 1910. Budapest, Nemzeti Színház (nem épült meg)
- 1911, Budapest, Veres Pálné utca 28., gróf Csekonics Endre bérháza[14]

### Írásai
- Kórházépítési tanulmányok; s. n., Bp., 1881
- A Magyar Szent Korona országainak Vörös-kereszt Egylete által épitett Erzsébet Kórház leirása; Khór és Wein Ny., Bp., 1884
- A budapesti igazságügyi palota (Magy. Mérnök és Építész Egyl. Közl., 1897)
- A magyar királyi vár építésének története; Pátria Ny., Bp., 1900
- Rektori beszéd; Pesti Lloyd ny., Bp., 1904
- A budapesti igazságügyi palota; műlapok Divald Károly; Pátria, Bp., 1901
- A kir. József műegyetem új otthona (Magy. Mérnök és Építész Egyl. Közl., 1909)
- A Magyar Királyi József Egyetem új épületei (Hornyánszky Nyomda, Budapest, 1909)
- A magyar királyi vár (Bp., 1912; hasonmásban 2011)
- Budapest városának építészeti fejlődésének története (Akad. Ért. 1925)
- Hauszmann Alajos naplója. Építész a századfordulón; összeáll., jegyz. Seidl Ambrus; Gondolat, Bp., 1997
- Néhány szó a modern építészetről; Lechner Tudásközpont, Bp., 2015

## Jegyzetek

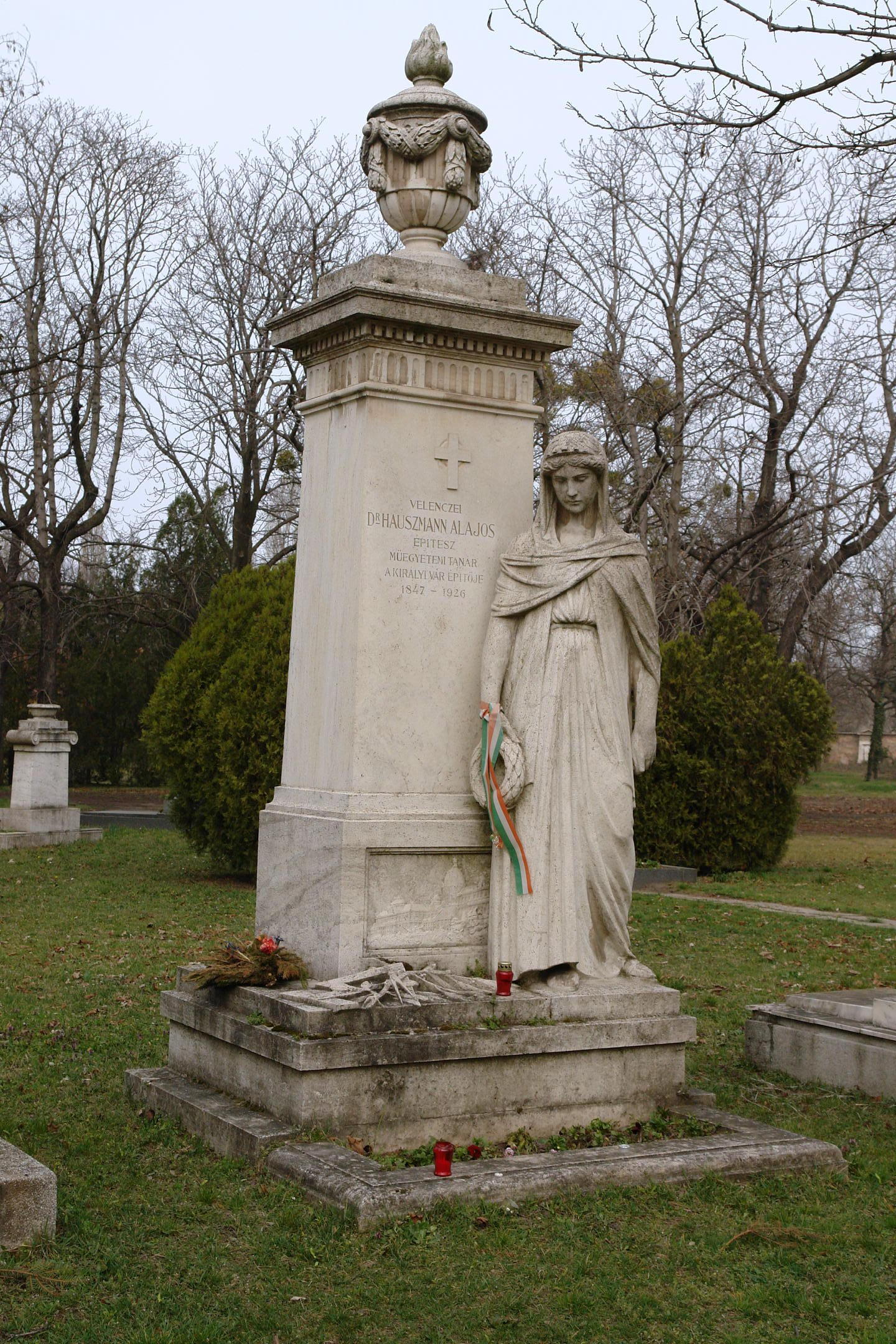
Nyughelye a Fiumei úti sírkertben, Budapesten